# Ramari-Zweizahnwal
Der Ramari-Zweizahnwal (Mesoplodon eueu) ist eine Walart aus der Familie der Schnabelwale (Ziphiidae). Sie wurde erst im Jahr 2021 vom True-Wal (Mesoplodon mirus) genetisch und morphometrisch abgetrennt. Nachweise der neuen Walart gibt es bisher von der Südküste Australiens, der Küste des südlichen Afrikas, von Neuseeland, von Tristan da Cunha und von der Westküste der Antarktischen Halbinsel. Wahrscheinlich kommt sie in den südlichen, kalten und gemäßigten Breiten aller Weltmeere vor.

## Merkmale
Der Ramari-Zweizahnwal gehört zu den größeren Zweizahnwalarten und kann eine Länge von mindestens 5,3 Metern erreichen. Äußerlich unterscheidet er sich kaum vom True-Wal. Beide Arten sind relativ stämmige Schnabelwale mit deutlich sichtbaren, abgerundeten Melonen und einer kurzen, geraden Schnauze. Die Stoßzähne befinden sich bei beiden Arten an der Spitze des Unterkiefers, was sonst nur noch beim Hector-Schnabelwal (M. hectori) und beim Perrin-Schnabelwal (M. perrini) der Fall ist. Die Stoßzähne des Ramari-Zweizahnwals sind aber kleiner und weniger dreieckig als die des Hector-Schnabelwals und des Perrin-Schnabelwals. Verglichen mit dem True-Wal hat der Ramari-Zweizahnwal eine kürzere Schnauze mit einer breiterer Basis, eine kürzere Unterkiefersymphyse und einen höheren Schädel. Normalerweise sind die Tiere grau gefärbt mit einer dunklen Region rund um die Augen. Ein an der südafrikanischen Küste angespültes Weibchen des Ramari-Zweizahnwal zeigte allerdings eine weißliche Rückenfärbung. Artspezifische Farbmuster können deshalb noch nicht abschließend genannt werden.
Der Ramari-Zweizahnwal lässt sich sowohl durch die Kern-DNA als auch durch die mitochondriale DNA von allen anderen Zweizahnwalarten unterscheiden.

## Systematik

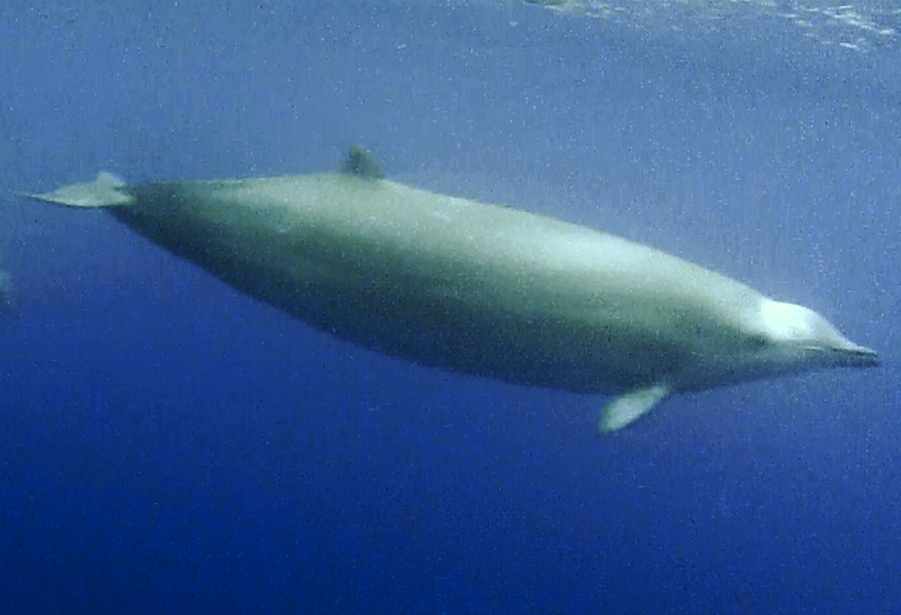
Der True-Wal ist Mesoplodon eueu sehr ähnlich.

1959 wurde ein Zweizahnwal bei Wilderness in Südafrika angespült. Das Exemplar wurde dem True-Wal (Mesoplodon mirus) zugeordnet, der 1913 durch den amerikanischen Biologen Frederick William True erstmals beschrieben wurde und der vorher nur aus dem nördlichen Atlantik bekannt war. Später folgten Nachweise von Mosambik, Tristan da Cunha, den Walter Shoals (Gruppe von Tiefseebergen südlich von Madagaskar), dem südlichen Brasilien, Australien und Neuseeland. Zwischen dem nordatlantischen Verbreitungsgebiet des True-Wals und den südlichen Populationen liegt eine Distanz von mehreren tausend Kilometern, was Fragen zum Grad ihrer Divergenz aufwirft. Eine genaue Untersuchung der Schädelmorphometrie und der DNA ergab schließlich, dass es sich um zwei unterschiedliche Arten handelt. Die südliche Population wurde 2021 unter der Bezeichnung Mesoplodon eueu als eigenständige Art beschrieben. Die Artbezeichnung eueu (eigentlich //eu//’eu) kommt aus dem Khwedam, einer Khoisansprache, bedeutet „großer Fisch“ und wurde entsprechend der nomenklatorischen Standards zu eueu vereinfacht. Der Trivialname ehrt die Neuseeländerin Ramari Stewart, die sich für den Erhalt der Māori-Kultur sowie den Schutz und die Erforschung der Wale engagiert. Der Ramari-Zweizahnwal und der True-Wal sind Schwesterarten und haben sich vor etwa 2 Millionen Jahren voneinander getrennt.